# Естонія на пісенному конкурсі Євробачення
Естонія бере участь у Пісенному конкурсі «Євробачення» з 1994 року. Першою, хто представляла країну на конкурсі, стала Сільві Врайт, яка зайняла передостаннє, 24-е місце з піснею «Nagu Merelaine». Дебют міг відбутися у 1993 році, проте країна не пройшла відбірковий раунд, організований для держав колишнього Східного блоку. У 2001 році Естонія вперше здобула перемогу завдяки Танелу Падару, Дейву Бентону та 2XL з піснею «Everybody».

## Історія участі

### 1993–2008
Першою представницею Естонії на Пісенному конкурсі «Євробачення» могла стати Яніка Сілламаа з піснею «Muretut meelt ja südametuld» у 1993 році, проте співачка не пройшла відбірковий раунд, організований для країн колишнього Східного блоку. Перша офіційна участь Естонії відбулася у 1994 році, коли країну представляла Сільві Врайт з піснею «Nagu Merelaine» та зайняла передостаннє, 24-е місце з 2 балами (серед 25 країн). Через низький результат країна не брала участь у 1995 році.
За винятком 1998 року, Естонія мала ряд результатів між 1996 та 2002 роками, фінішувавши у першій десятці.
У 2001 році Естонія стала першою країною колишнього СРСР та другою країною Східної Європи після Югославіі, яка здобула перемогу на Євробаченні, завдяки Танелу Падару, Дейву Бентону та 2XL з піснею «Everybody». Конкурс 2002 року проводився в столиці Естонії — Таллінні, де співачка Сален зайняла 3-є місце з піснею «Runaway» та отримала 111 балів.
З 2004 по 2008 рік Естонії не вдавалося отримати кваліфікацію до фіналу. Найкращим результатом країни у цей період було 11-е місце у півфіналі 2004 року, яке здобув гурт Neiokõsõ з вируськомовною піснею «Tii».

### 2009–2019
Незважаючи на новини про те, що Естонія може відмовитися від участі у Пісенному конкурсі Євробачення 2009 (який відбувся у Москві, Росія) через війну в Південній Осетії, телерадіокомпанія Eesti Rahvusringhääling (ERR) підтвердила свою участь та організувала національний відбір Eesti Laul. У другому півфіналі конкурсу 2009 року гурт Urban Symphony посів 3-є місце зі 115 балами, що стало першим виступом Естонії у фіналі з 2003 року. У фіналі пісня «Rändajad» отримала 129 балів та зайняла 6-е місце.
У 2010 році дует Малкольм Лінкольн з піснею «Siren» фінішував 14-им з 39 балами у першому півфіналі та не пройшов до фіналу.
У 2011 році Естонію представляла Геттер Яані з піснею «Rockefeller Street». Вона була фаворитом букмекерських контор на перемогу разом із Францією. Співачка пройшла кваліфікацію до фіналу, але зрештою посіла 24-е місце з 25 країн, зрівнявшись із результатом Сільві Врайт 1994 року за найгірше місце країни у фіналі конкурсу.
У 2012 році Естонія потрапила у Топ-10, коли Отт Лепланд зайняв 6-е місце з піснею «Kuula». Однак у 2013 році Біргіт Ийгемеель зайняла лише 20-е місце з піснею «Et uus saaks alguse» та отримала 19 балів. 
У 2014 році Таня з піснею «Amazing» посіла 12-е місце у першому півфіналі та отримала 36 балів, тим самим не пройшовши до фіналу. 
У 2015 році Естонія знову потрапила у Топ-10, коли країну представляли Еліна Борн та Стіг Ряста. Їхня пісня «Goodbye to Yesterday» посіла 3-є місце у першому півфіналі та зайняла 7-е місце зі 106 балами у фіналі.
Протягом наступних двох років країні не вдавалося пройти до фіналу. У 2016 році Юрі Поотсманн фінішував останнім у першому півфіналі з піснею «Play» та здобув найгірший результат Естонії на Євробаченні. У 2017 році Койт Тооме та Лаура Пилдвере посіли 14-е місце у другому півфіналі з піснею «Verona» та отримали 85 балів.
У 2018 та 2019 роках країна знову проходила до фіналу. Еліна Нечаєва з піснею «La Forza» посіла 8-е місце та отримала 245 балів, а Віктор Крон з піснею «Storm» зайняв 20-е місце із 76 балами.

### 2020–2024
Представником Естонії на Євробаченні 2020 мав стати Уку Сувісте з піснею «What Love Is», однак через пандемію COVID-19 конкурс скасували. Співак зрештою представив країну в 2021 році з піснею «The Lucky One», але до фіналу не пройшов.
У фіналі конкурсу 2022 року Стефан Айрапетян посів 13-е місце з піснею «Hope» та отримав 141 бал. У 2023 році Естонію представляла Аліка Мілова після перемоги у національному відборі Eesti Laul 2023. У другому півфіналі 11 травня її пісня «Bridges» посіла 10-е місце із 74 балами. У фіналі 13 травня співачка потрапила у першу десятку, фінішувавши 8-ою із загальним результатом 168 балів.
У 2024 році хіп-хоп гурт 5miinust та фолк-дует Puuluup з піснею «(Nendest) narkootikumidest ei tea me (küll) midagi» зайняли 20-е місце з 37 балами у фіналі.

## Учасники Євробачення від Естонії
Умовні позначення
     Переможець
     Друге місце
     Третє місце
     Четверте місце
     П'яте місце
     Останнє місце
     Автоматичний фіналіст
     Не пройшла до фіналу
     Участь скасовано
     Не брала участі
| Рік  | Місце проведення | Виконавець                       | Пісня                                                | Мова                               | Переклад                                    | Фінал                            | Фінал                            | Півфінал                         | Півфінал                         |
| Рік  | Місце проведення | Виконавець                       | Пісня                                                | Мова                               | Переклад                                    | Місце                            | Бали                             | Місце                            | Бали                             |
| ---- | ---------------- | -------------------------------- | ---------------------------------------------------- | ---------------------------------- | ------------------------------------------- | -------------------------------- | -------------------------------- | -------------------------------- | -------------------------------- |
| 1993 | Мілстріт         | Яніка Сілламаа                   | «Muretut meelt ja südametuld»                        | естонська                          | Безтурботний розум і вогонь у серці         | Не вдалося кваліфікуватися       | Не вдалося кваліфікуватися       | 5-е                              | 47                               |
| 1994 | Дублін           | Сільві Врайт                     | «Nagu Merelaine»                                     | естонська                          | Як морська хвиля                            | 24-е                             | 2                                | Без півфіналів                   | Без півфіналів                   |
| 1995 | Дублін           | Не брала участь                  | Не брала участь                                      | Не брала участь                    | Не брала участь                             | Не брала участь                  | Не брала участь                  | Без півфіналів                   | Без півфіналів                   |
| 1996 | Осло             | Іво Лінна та Маар'я-Лійс Ілус    | «Kaelakee hääl»                                      | естонська                          | Голос намиста                               | 5-е                              | 94                               | 5-е                              | 106                              |
| 1997 | Дублін           | Маар'я-Лійс Ілус                 | «Keelatud maa»                                       | естонська                          | Заборонена земля                            | 8-е                              | 82                               | Без півфіналів                   | Без півфіналів                   |
| 1998 | Бірмінгем        | Койт Тооме                       | «Mere lapsed»                                        | естонська                          | Діти моря                                   | 12-е                             | 36                               | Без півфіналів                   | Без півфіналів                   |
| 1999 | Єрусалим         | Евелін Самуель та Камілла        | «Diamond Of Night»                                   | англійська                         | Діамант ночі                                | 6-е                              | 90                               | Без півфіналів                   | Без півфіналів                   |
| 2000 | Стокгольм        | Інес                             | «Once in a Lifetime»                                 | англійська                         | Один раз в житті                            | 4-е                              | 98                               | Без півфіналів                   | Без півфіналів                   |
| 2001 | Копенгаген       | Танель Падар, Дейв Бентон та 2XL | «Everybody»                                          | англійська                         | Усі разом                                   | 1-е                              | 198                              | Без півфіналів                   | Без півфіналів                   |
| 2002 | Таллінн          | Сален                            | «Runaway»                                            | англійська                         | Втікач                                      | 3-є                              | 111                              | Без півфіналів                   | Без півфіналів                   |
| 2003 | Рига             | Ruffus                           | «Eighties Coming Back»                               | англійська                         | Вісімдесяті повертаються                    | 21-е                             | 14                               | Без півфіналів                   | Без півфіналів                   |
| 2004 | Стамбул          | Neiokõsõ                         | «Tii»                                                | вируська                           | Шлях                                        | Не вдалося кваліфікуватися       | Не вдалося кваліфікуватися       | 11-е                             | 57                               |
| 2005 | Київ             | Suntribe                         | «Let's Get Loud»                                     | англійська                         | Давайте здіймемо галас                      | Не вдалося кваліфікуватися       | Не вдалося кваліфікуватися       | 20-е                             | 31                               |
| 2006 | Афіни            | Сандра Оксенрід                  | «Through My Window»                                  | англійська                         | Через моє вікно                             | Не вдалося кваліфікуватися       | Не вдалося кваліфікуватися       | 18-е                             | 28                               |
| 2007 | Гельсінкі        | Герлі Падар                      | «Partners in Crime»                                  | англійська                         | Партнери у злочині                          | Не вдалося кваліфікуватися       | Не вдалося кваліфікуватися       | 22-е                             | 33                               |
| 2008 | Белград          | Kreisiraadio                     | «Leto svet»                                          | сербохорватська, німецька, фінська | Літній світ                                 | Не вдалося кваліфікуватися       | Не вдалося кваліфікуватися       | 18-е                             | 8                                |
| 2009 | Москва           | Urban Symphony                   | «Rändajad»                                           | естонська                          | Мандрівники                                 | 6-е                              | 129                              | 3-є                              | 115                              |
| 2010 | Осло             | Малкольм Лінкольн                | «Siren»                                              | англійська                         | Сирена                                      | Не вдалося кваліфікуватися       | Не вдалося кваліфікуватися       | 14-е                             | 39                               |
| 2011 | Дюссельдорф      | Геттер Яані                      | «Rockefeller Street»                                 | англійська                         | Вулиця Рокфеллера                           | 24-е                             | 44                               | 9-е                              | 60                               |
| 2012 | Баку             | Отт Лепланд                      | «Kuula»                                              | естонська                          | Слухай                                      | 6-е                              | 120                              | 4-е                              | 100                              |
| 2013 | Мальме           | Біргіт Ийгемеель                 | «Et uus saaks alguse»                                | естонська                          | Новий початок                               | 20-е                             | 19                               | 10-е                             | 52                               |
| 2014 | Копенгаген       | Таня                             | «Amazing»                                            | англійська                         | Дивовижно                                   | Не вдалося кваліфікуватися       | Не вдалося кваліфікуватися       | 12-е                             | 36                               |
| 2015 | Відень           | Еліна Борн та Стіг Ряста         | «Goodbye to Yesterday»                               | англійська                         | Попрощатися з вчорашнім                     | 7-е                              | 106                              | 3-є                              | 105                              |
| 2016 | Стокгольм        | Юрі Поотсманн                    | «Play»                                               | англійська                         | Грати                                       | Не вдалося кваліфікуватися       | Не вдалося кваліфікуватися       | 18-е                             | 24                               |
| 2017 | Київ             | Койт Тооме та Лаура Пилдвере     | «Verona»                                             | англійська                         | Верона                                      | Не вдалося кваліфікуватися       | Не вдалося кваліфікуватися       | 14-е                             | 85                               |
| 2018 | Лісабон          | Еліна Нечаєва                    | «La Forza»                                           | італійська                         | Сила                                        | 8-е                              | 245                              | 5-е                              | 201                              |
| 2019 | Тель-Авів        | Віктор Крон                      | «Storm»                                              | англійська                         | Шторм                                       | 20-е                             | 76                               | 4-е                              | 198                              |
| 2020 | Роттердам        | Уку Сувісте                      | «What Love Is»                                       | англійська                         | Що таке кохання                             | Конкурс скасовано через COVID-19 | Конкурс скасовано через COVID-19 | Конкурс скасовано через COVID-19 | Конкурс скасовано через COVID-19 |
| 2021 | Роттердам        | Уку Сувісте                      | «The Lucky One»                                      | англійська                         | Щасливчик                                   | Не вдалося кваліфікуватися       | Не вдалося кваліфікуватися       | 13-е                             | 58                               |
| 2022 | Турин            | Стефан Айрапетян                 | «Hope»                                               | англійська                         | Надія                                       | 13-е                             | 141                              | 5-е                              | 209                              |
| 2023 | Ліверпуль        | Аліка                            | «Bridges»                                            | англійська                         | Мости                                       | 8-е                              | 168                              | 10-е                             | 74                               |
| 2024 | Мальме           | 5miinust та Puuluup              | «(Nendest) narkootikumidest ei tea me (küll) midagi» | естонська                          | Ми (ще) нічого не знаємо про (ці) наркотики | 20-е                             | 37                               | 6-е                              | 79                               |
| 2025 | Базель           | Томмі Кеш                        | «Espresso Macchiato»                                 | італійська, англійська             | Еспресо макіато                             | 3-є                              | 356                              | 5                                | 113                              |

## Пісні за мовою
| Пісні | Мова       | Роки |
| ----- | ---------- | --- |
| 20    | Англійська | 1999, 2000, 2001, 2002, 2003, 2005, 2006, 2007, 2010, 2011, 2014, 2015, 2016, 2017, 2019, 2020, 2021, 2022, 2023, 2025 |
| 9     | Естонська  | 1993, 1994, 1996, 1997, 1998, 2009, 2012, 2013, 2024                                                                   |
| 2     | Італійська | 2018, 2025 |
| 1     | Вируська   | 2004 |
| 1     | Сербська   | 2008 |
| 1     | Німецька   | 2008 |
| 1     | Фінська    | 2008 |

## Країна-господар
| Рік  | Місто   | Місце         | Ведучі                        |
| ---- | ------- | ------------- | ----------------------------- |
| 2002 | Таллінн | Saku Suurhall | Аннелі Пеебо та Марко Матвере |

## Пов'язана участь

### Диригенти
| Рік  | Диригент       | Нотатки |
| ---- | -------------- | ------- |
| 1993 | Пітер Лільє    | [ b ]   |
| 1994 | Урмас Латтікас |         |
| 1996 | Тармо Лейнатам |         |
| 1997 | Тармо Лейнатам |         |
| 1998 | Хейкі Вахар    |         |

### Глави делегації
Кожен мовник, який бере участь у Пісенному конкурсі «Євробачення», призначає голову делегації як контактну особу ЄМС та голову своєї делегації на заході. До складу делегації, чиї розміри можуть сильно відрізнятися, входять керівник преси, виконавці, автори пісень, композитори, бек-вокалісти тощо.
| Рік       | Глава делегації | Прим. |
| --------- | --------------- | ----- |
| 1997–2008 | Юхан Паадам     | [ 6 ] |
| 2009–2015 | Хейді Пурга     |       |
| 2015–2018 | Март Нормет     | [ 7 ] |
| 2019–2023 | Томі Рахула     | [ 8 ] |
| 2024–     | Рійн Ванн       |       |

### Костюмери
| Рік  | Костюмер       | Прим. |
| ---- | -------------- | ----- |
| 2013 | Каролін Куусік | [ 9 ] |

### Коментатори та речники
| Рік  | Телевізійний коментатор             | Радіо коментатор                               | Речник                   | Прим.         |
| ---- | ----------------------------------- | ---------------------------------------------- | ------------------------ | ------------- |
| 1992 | Іво Лінна та Олаві Піхламягі        | Невідомо                                       | Не брали участь          | [ 10 ] [ 11 ] |
| 1993 | Невідомо                            | Невідомо                                       | Не брали участь          | [ 12 ]        |
| 1994 | Велло Ранд                          | Марко Рейкоп (Raadio 2)                        | Урве Тідус               |               |
| 1995 | Юрі Піхель                          | Не транслювали                                 | Не брали участь          |               |
| 1996 | Юрі Піхель                          | Марко Рейкоп (Raadio 2)                        | Анніка Талвік            |               |
| 1997 | Юрі Піхель                          | Марко Рейкоп (Raadio 2)                        | Хелен Тедре              |               |
| 1998 | Ріт Лінна                           | Марко Рейкоп (Raadio 2)                        | Урве Тідус               |               |
| 1999 | Марко Рейкоп                        | Велло Ранд (Raadio 2)                          | Март Сандер              |               |
| 2000 | Марко Рейкоп                        | Велло Ранд (Raadio 2)                          | Евелін Самуель           |               |
| 2001 | Марко Рейкоп                        | Велло Ранд (Raadio 2)                          | Іло-Май Куттім (Elektra) |               |
| 2002 | Марко Рейкоп                        | Велло Ранд (Raadio 2)                          | Іло-Май Куттім (Elektra) |               |
| 2003 | Марко Рейкоп                        | Велло Ранд (Raadio 2)                          | Інес                     |               |
| 2004 | Марко Рейкоп                        | Велло Ранд (Raadio 2)                          | Маар'я-Лійс Ілус         |               |
| 2005 | Марко Рейкоп                        | Март Юур (Raadio 2) Андрус Ківіряхк (Raadio 2) | Маар'я-Лійс Ілус         |               |
| 2006 | Марко Рейкоп                        | Март Юур (Raadio 2) Андрус Ківіряхк (Raadio 2) | Евелін Самуель           |               |
| 2007 | Марко Рейкоп                        | Март Юур (Raadio 2) Андрус Ківіряхк (Raadio 2) | Лаура Пилдвере           |               |
| 2008 | Марко Рейкоп                        | Март Юур (Raadio 2) Андрус Ківіряхк (Raadio 2) | Сален                    |               |
| 2009 | Марко Рейкоп та Олав Осолін (Фінал) | Март Юур (Raadio 2) Андрус Ківіряхк (Raadio 2) | Лаура Пилдвере           |               |
| 2010 | Марко Рейкоп та Свен Ліхмус (Фінал) | Март Юур (Raadio 2) Андрус Ківіряхк (Raadio 2) | Рольф Росалу             |               |
| 2011 | Марко Рейкоп                        | Март Юур (Raadio 2) Андрус Ківіряхк (Raadio 2) | Пірет Ярвіс              |               |
| 2012 | Марко Рейкоп                        | Март Юур (Raadio 2) Андрус Ківіряхк (Raadio 2) | Геттер Яані              |               |
| 2013 | Марко Рейкоп                        | Март Юур (Raadio 2) Андрус Ківіряхк (Raadio 2) | Рольф Росалу             |               |
| 2014 | Марко Рейкоп                        | Март Юур (Raadio 2) Андрус Ківіряхк (Raadio 2) | Лаурі Піхлап             |               |
| 2015 | Марко Рейкоп                        | Март Юур (Raadio 2) Андрус Ківіряхк (Raadio 2) | Таня                     |               |
| 2016 | Марко Рейкоп                        | Март Юур (Raadio 2) Андрус Ківіряхк (Raadio 2) | Даніель Леві Війналасс   |               |
| 2017 | Марко Рейкоп                        | Март Юур (Raadio 2) Андрус Ківіряхк (Raadio 2) | Юрі Поотсманн            |               |
| 2018 | Марко Рейкоп                        | Март Юур (Raadio 2) Андрус Ківіряхк (Raadio 2) | Отт Евест                |               |
| 2019 | Марко Рейкоп                        | Не транслювали                                 | Келлі Сілдару            |               |
| 2021 | Марко Рейкоп                        | Не транслювали                                 | Сіссі Беніта             | [ 13 ]        |
| 2022 | Марко Рейкоп                        | Не транслювали                                 | Танель Падар             |               |
| 2023 | Марко Рейкоп                        | Не транслювали                                 | Рагнар Клаван            | [ 14 ] [ 15 ] |
| 2024 | Марко Рейкоп                        | Не транслювали                                 | Біргіт Саррап            |               |

## Галерея

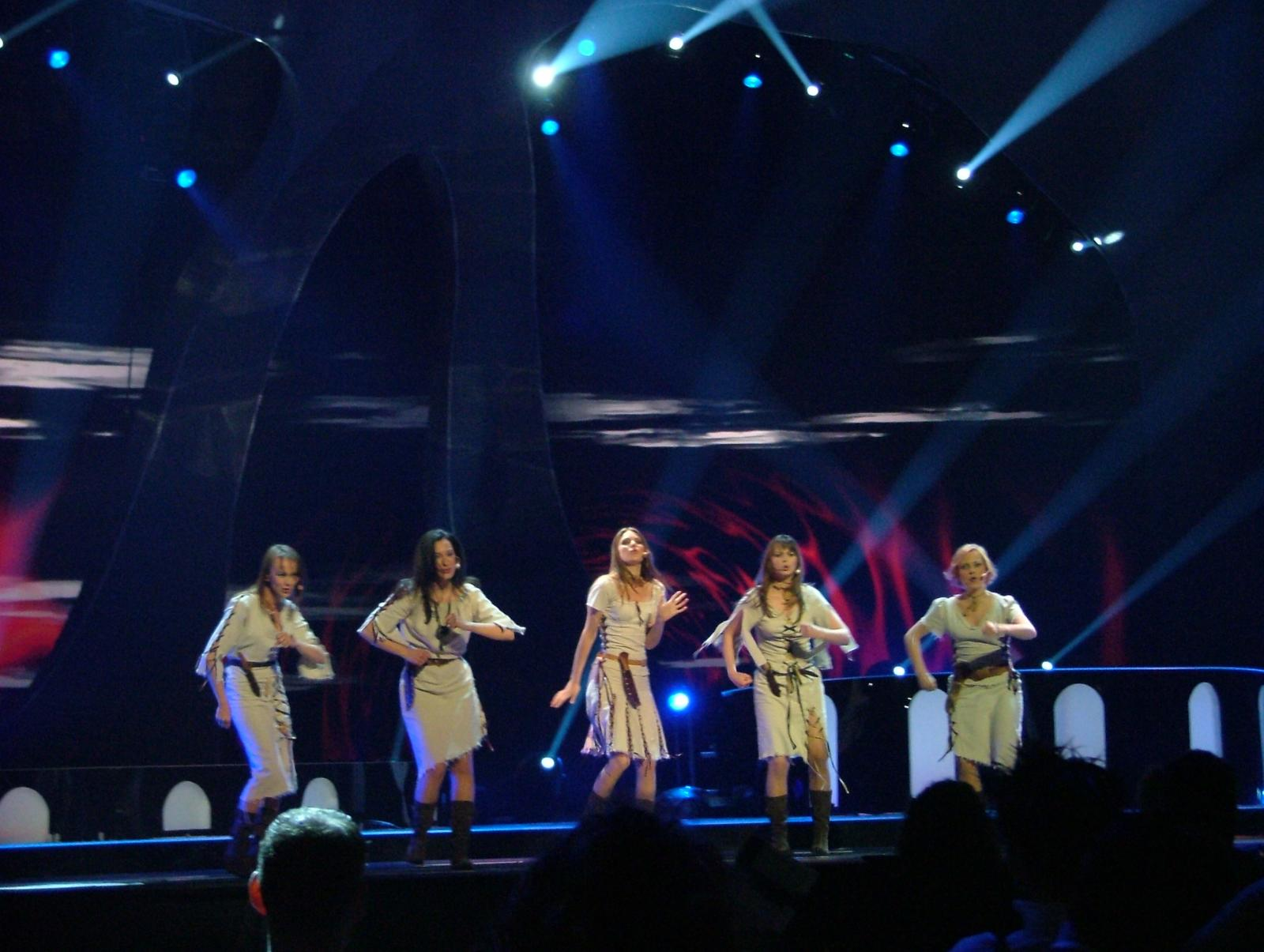
Neiokõsõ у Стамбулі (2004)
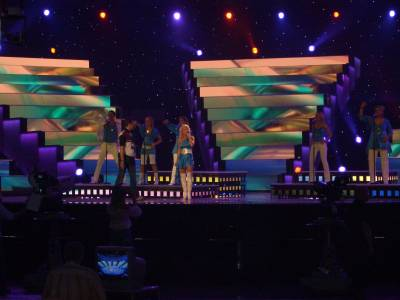
Сандра Оксенрід в Афінах (2006)
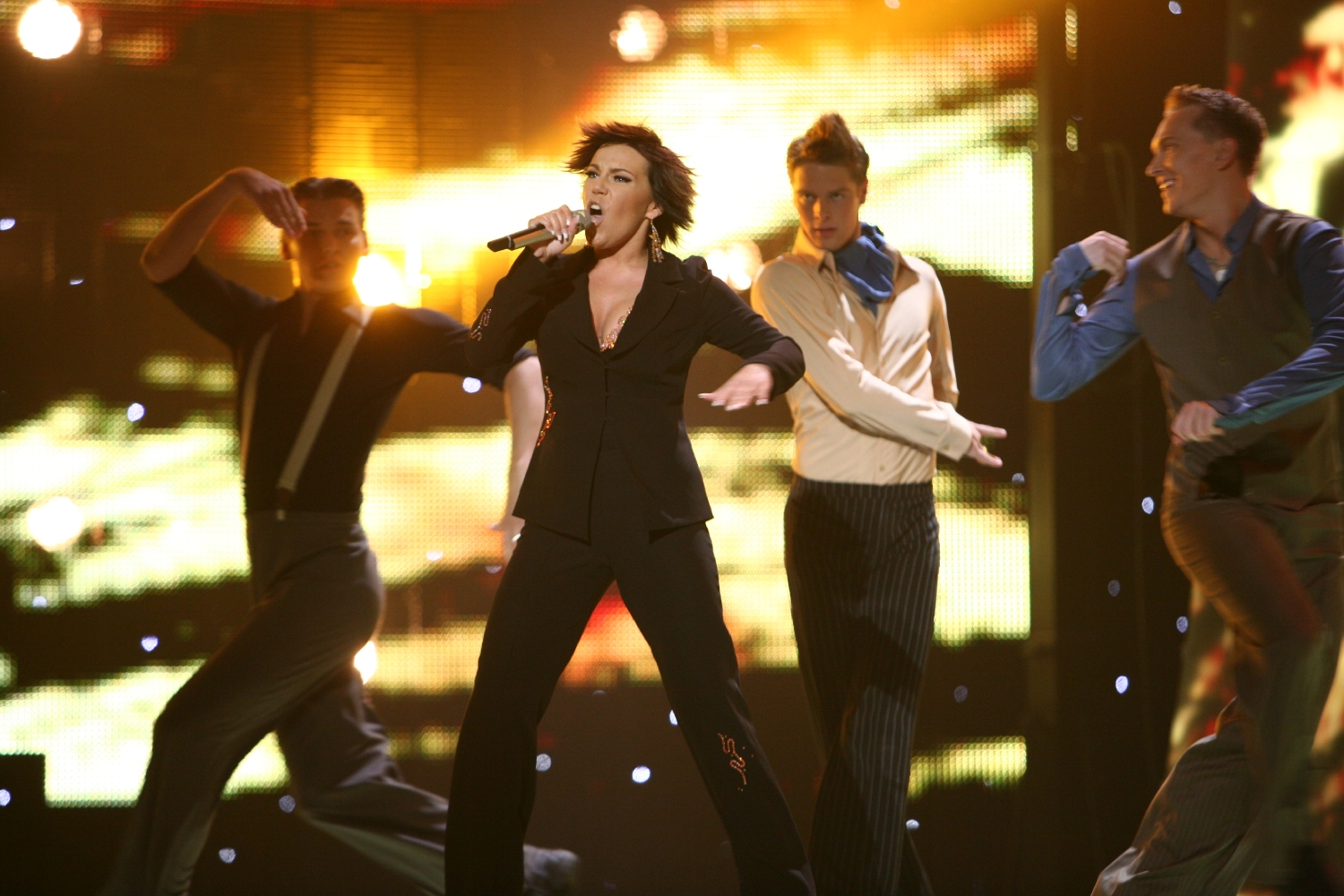
Герлі Падар у Гельсінкі (2007)
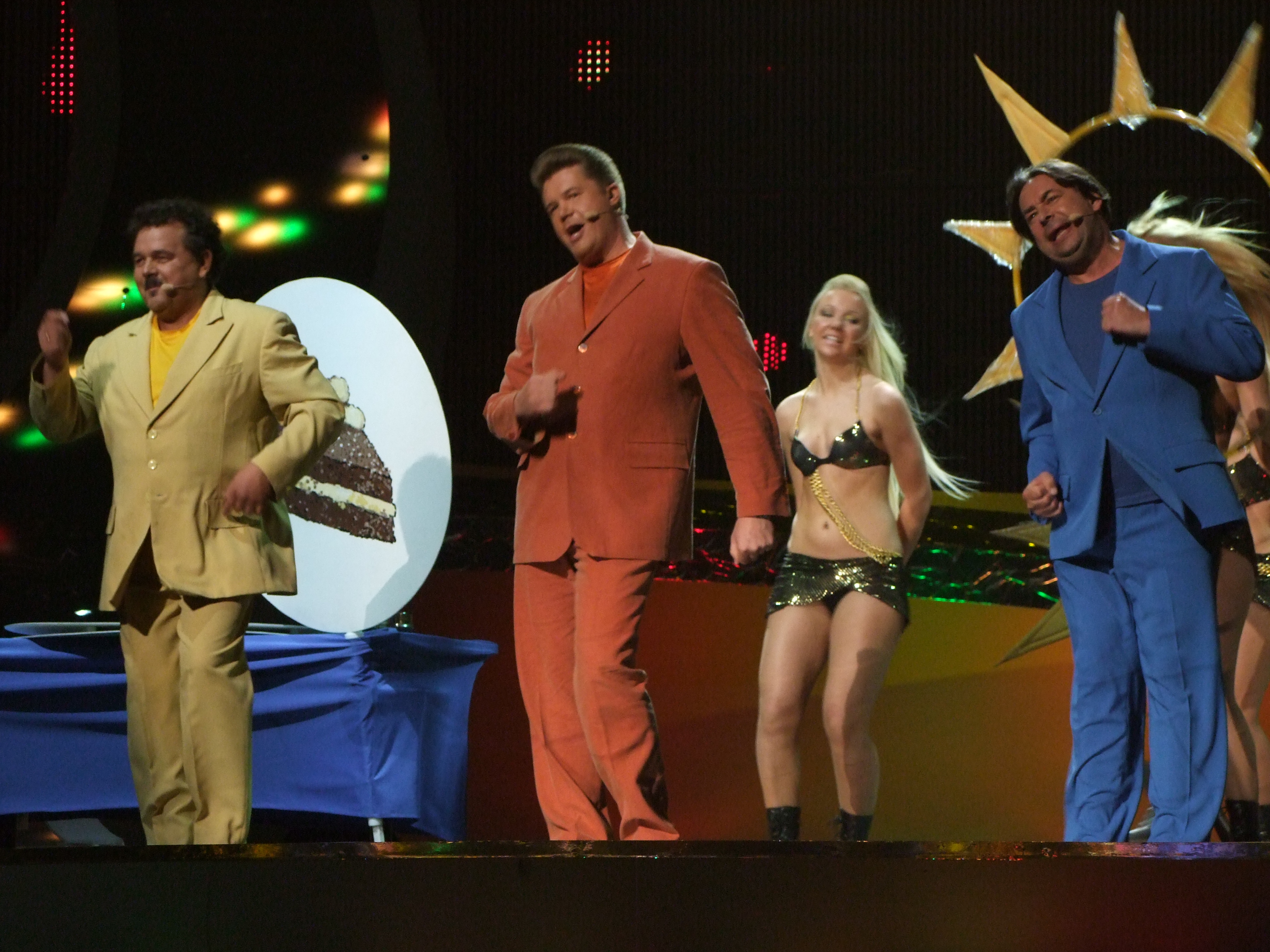
Kreisiraadio у Белграді (2008)
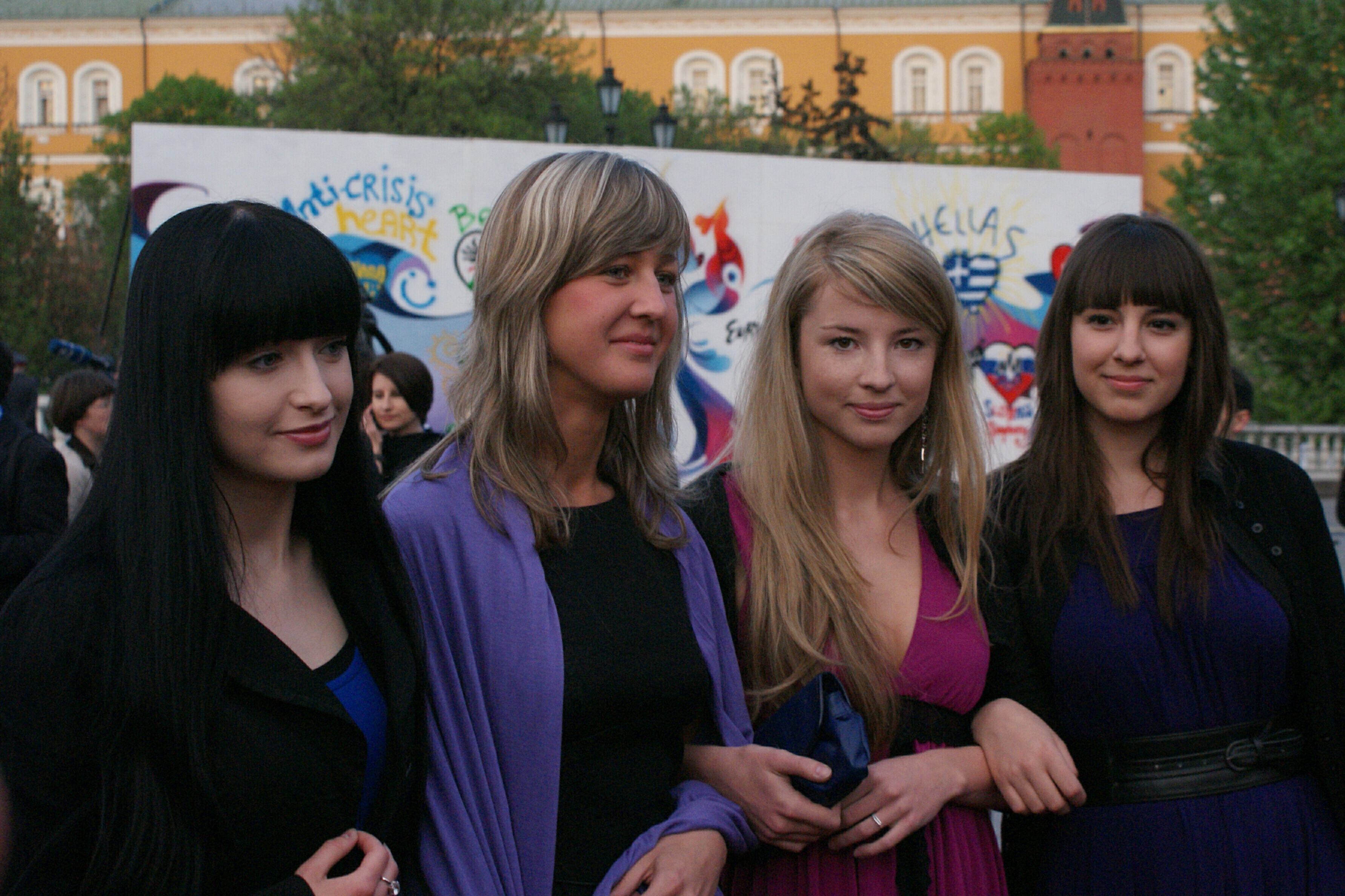
Urban Symphony у Москві (2009)
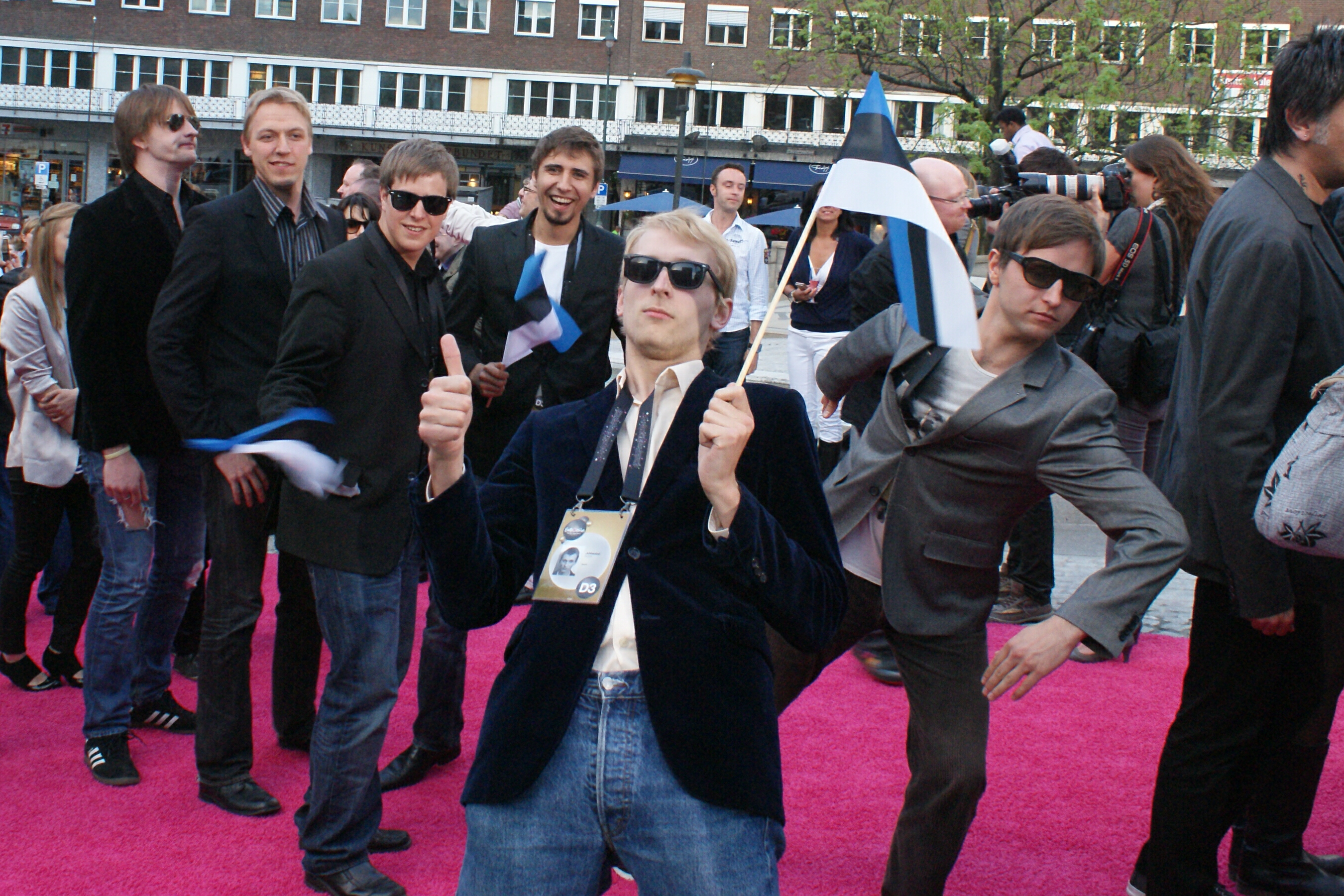
Малкольм Лінкольн в Осло (2010)
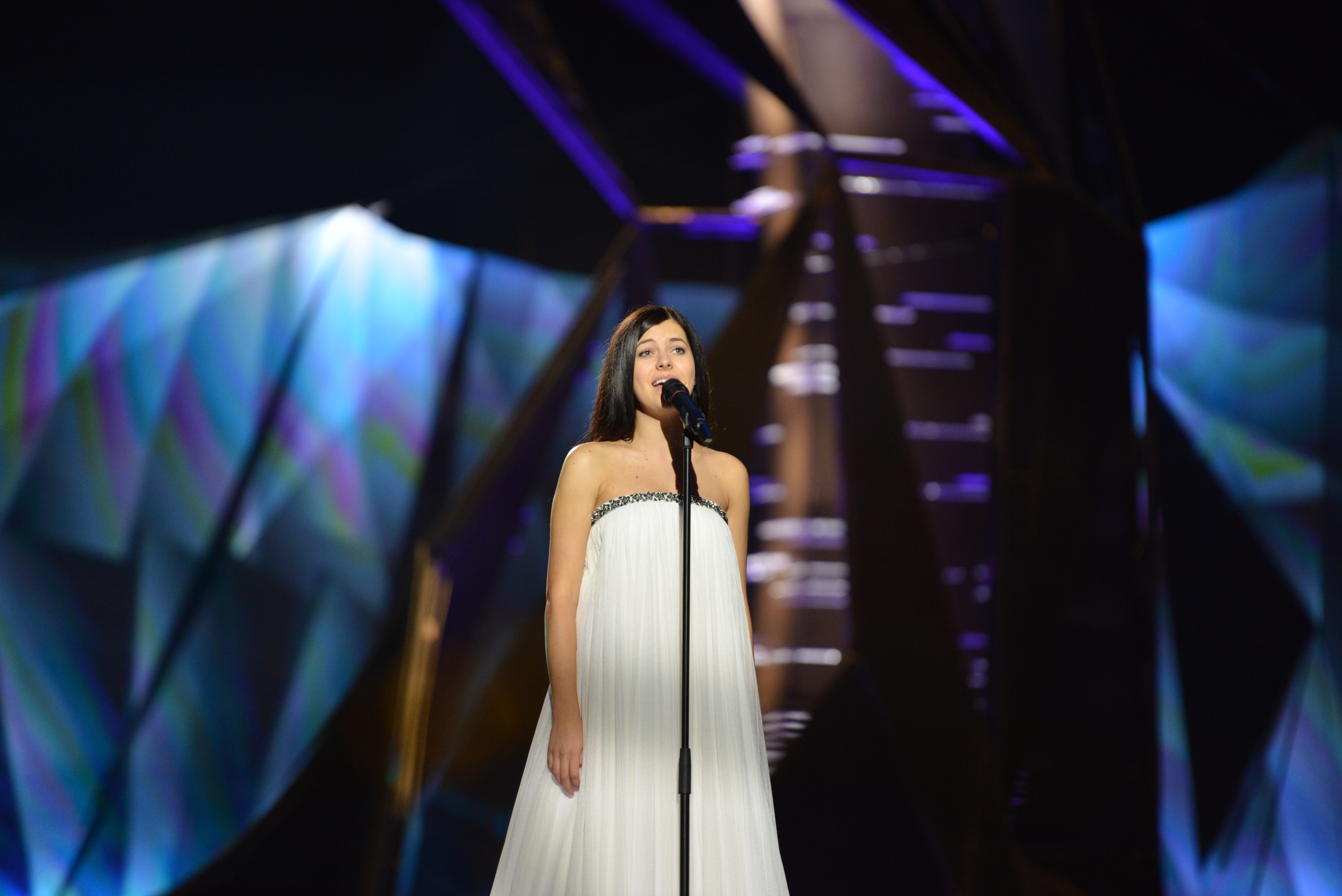
Біргіт Ийгемеель в Мальме (2013)
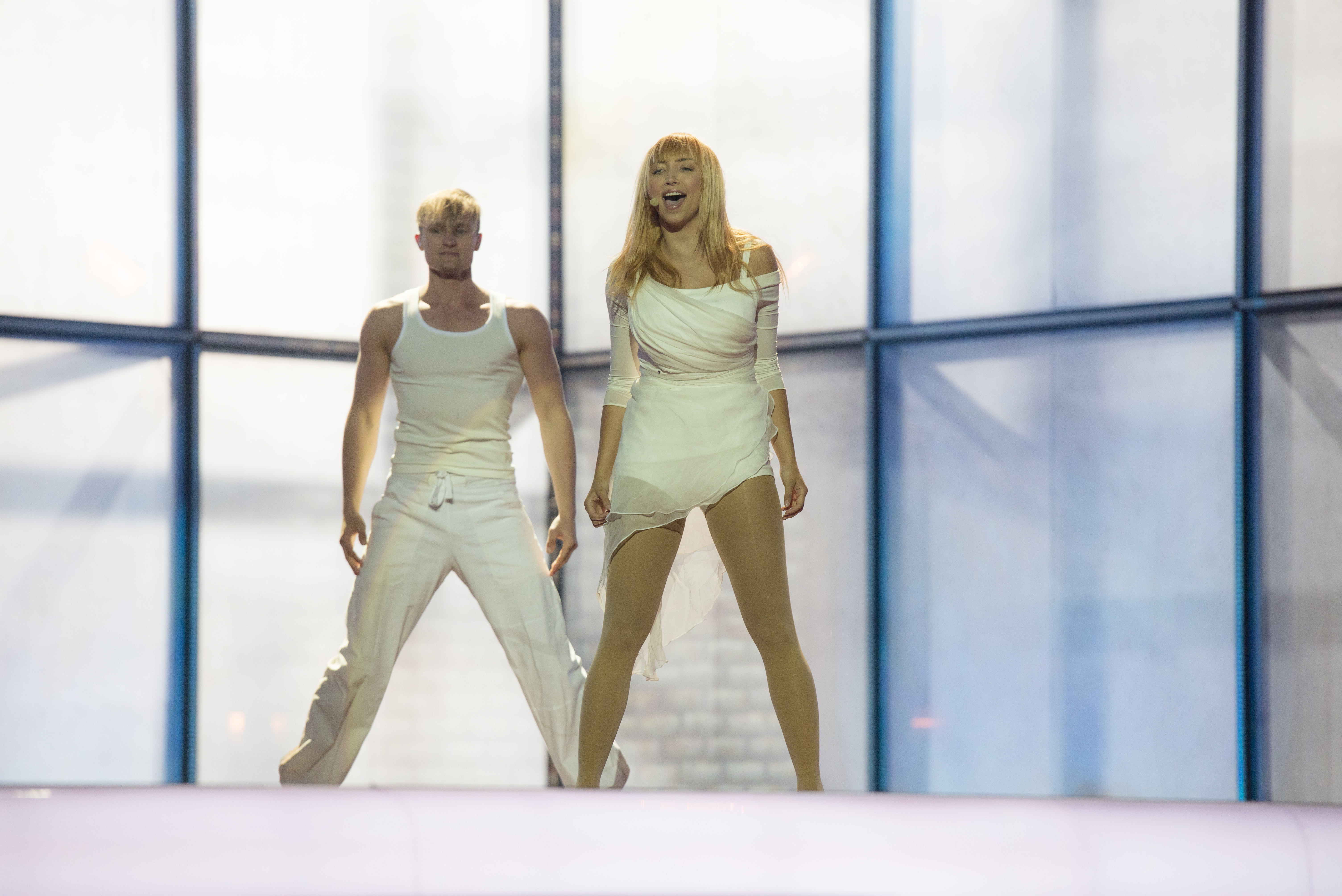
Таня у Копенгагені (2014)
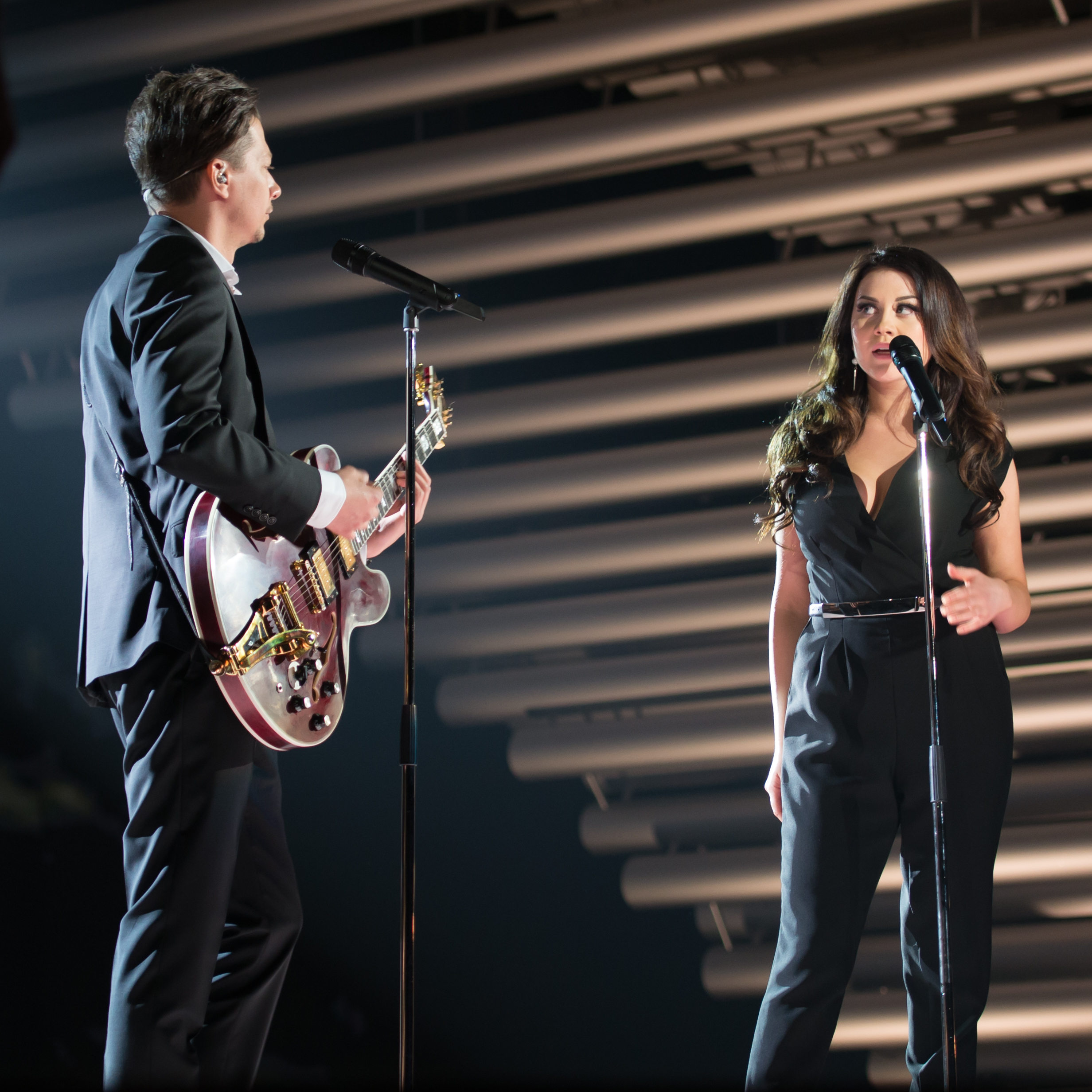
Еліна Борн та Стіг Ряста у Відні (2015)
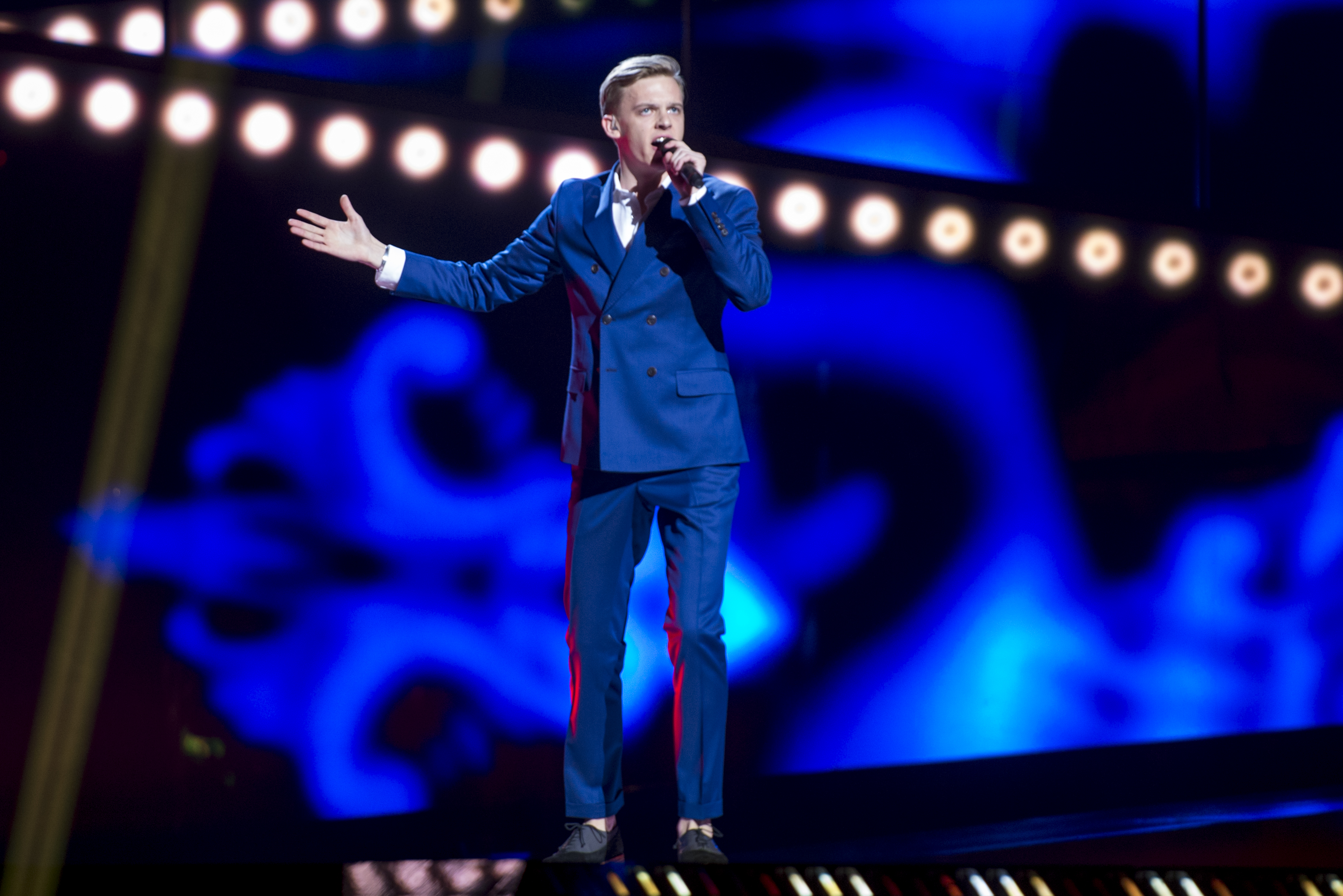
Юрі Поотсманн у Стокгольмі (2016)
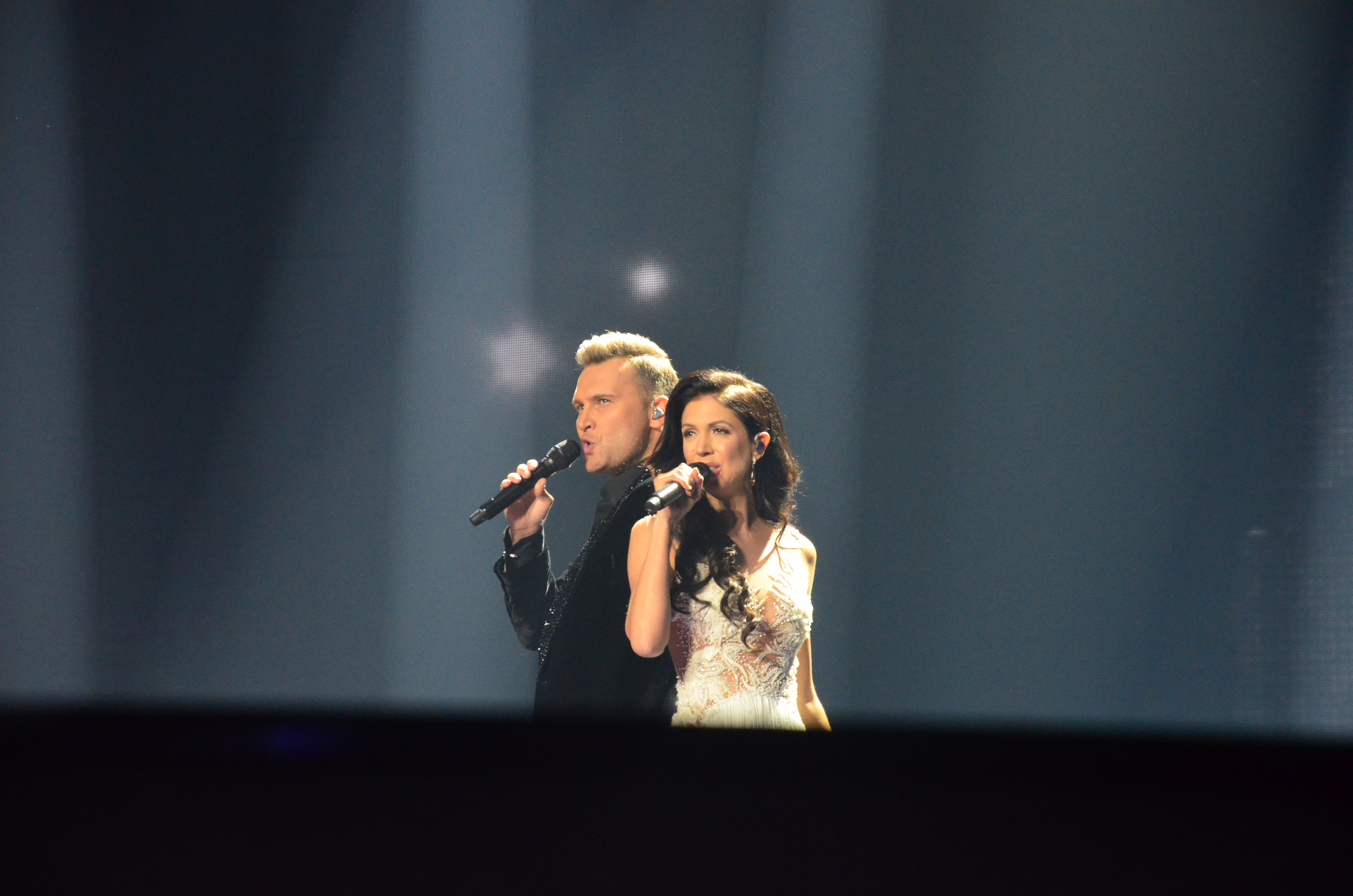
Койт Тооме та Лаура Пилдвере у Києві (2017)
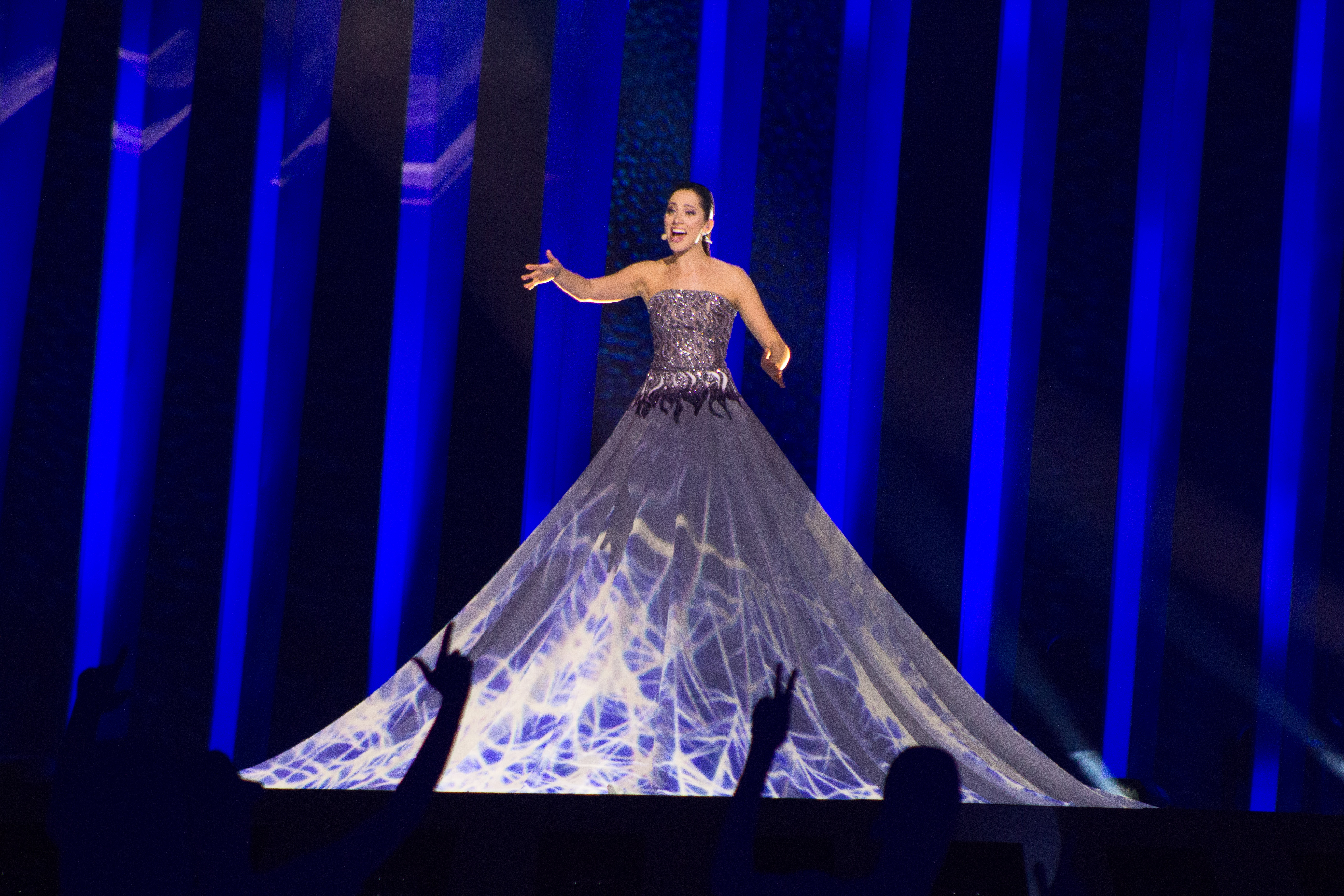
Еліна Нечаєва у Лісабоні (2018)
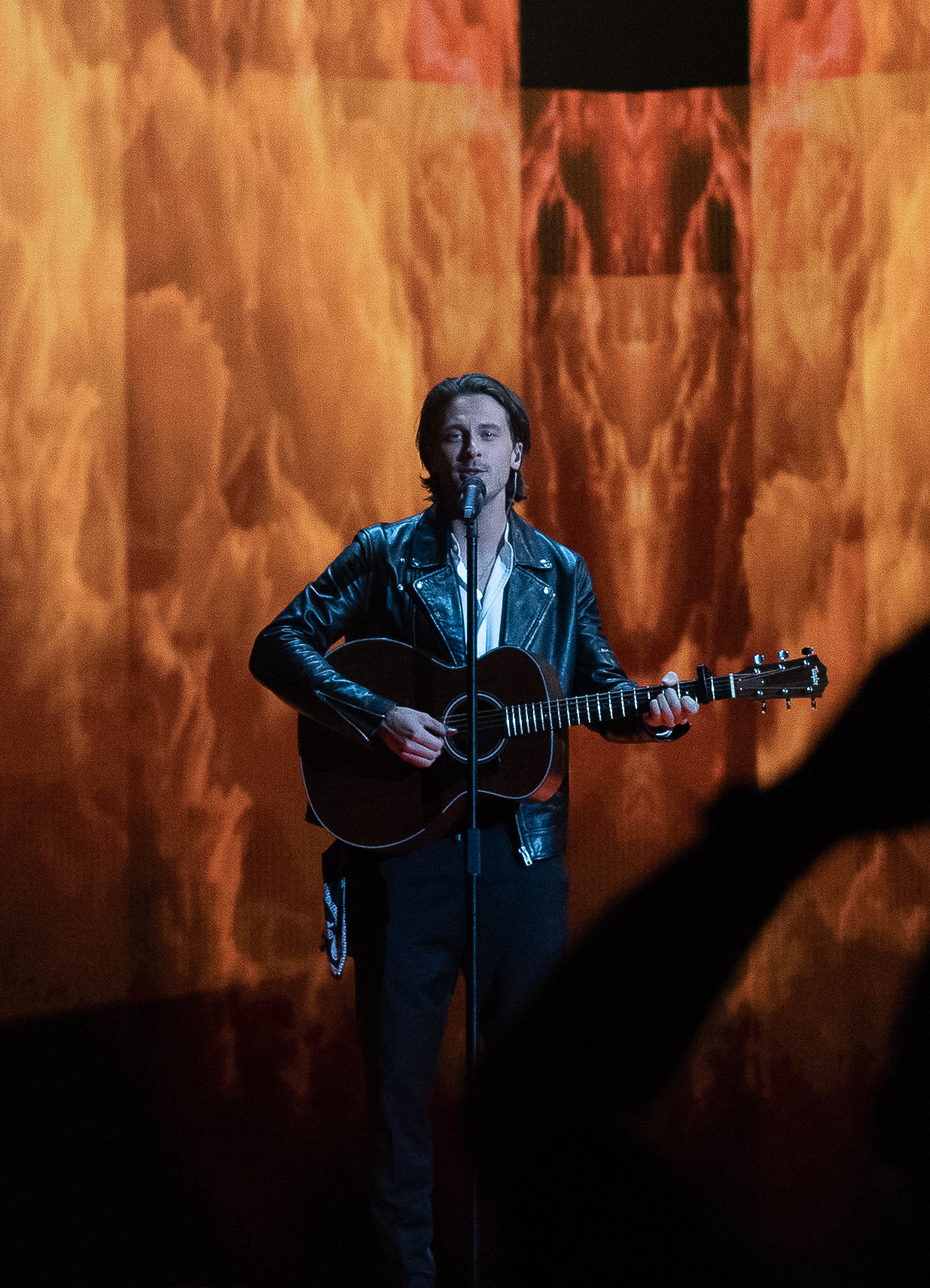
Віктор Крон у Тель-Авіві (2019)
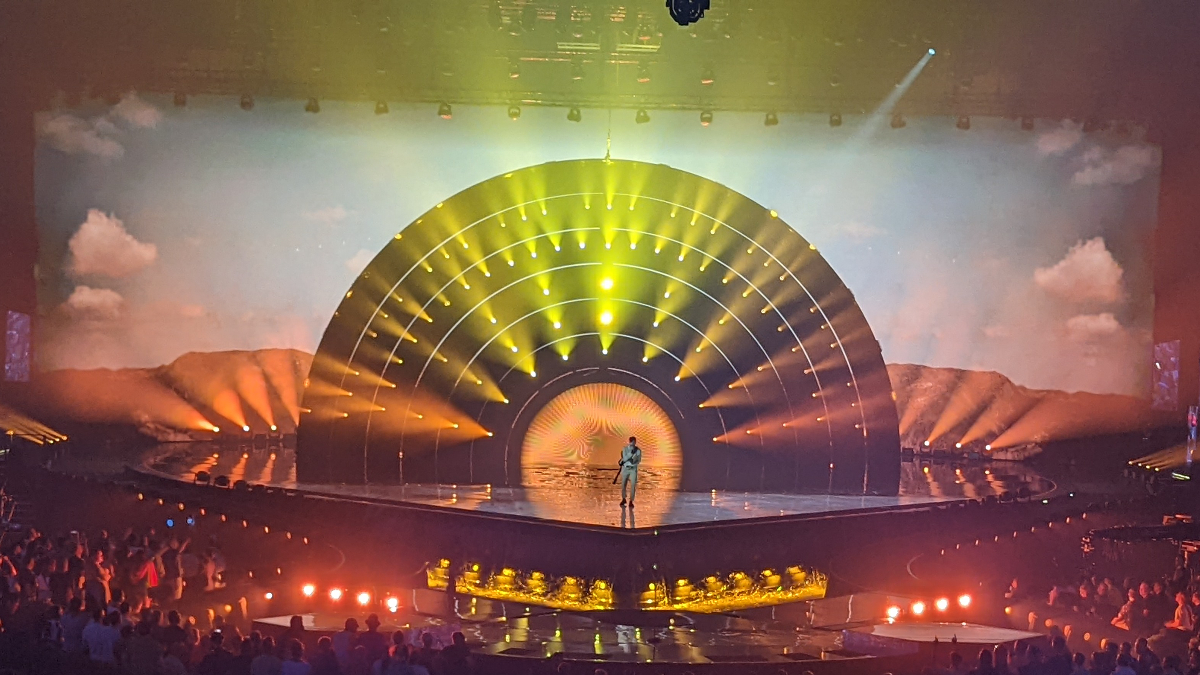
Стефан Айрапетян у Турині (2022)
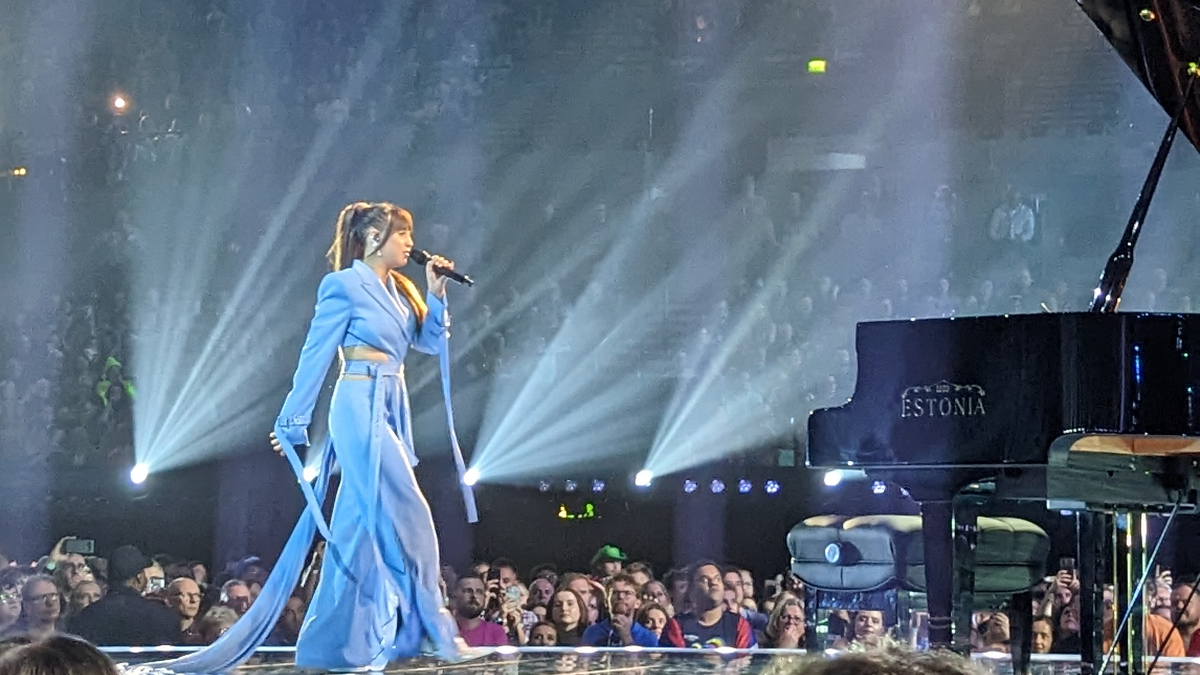
Аліка у Ліверпулі (2023)
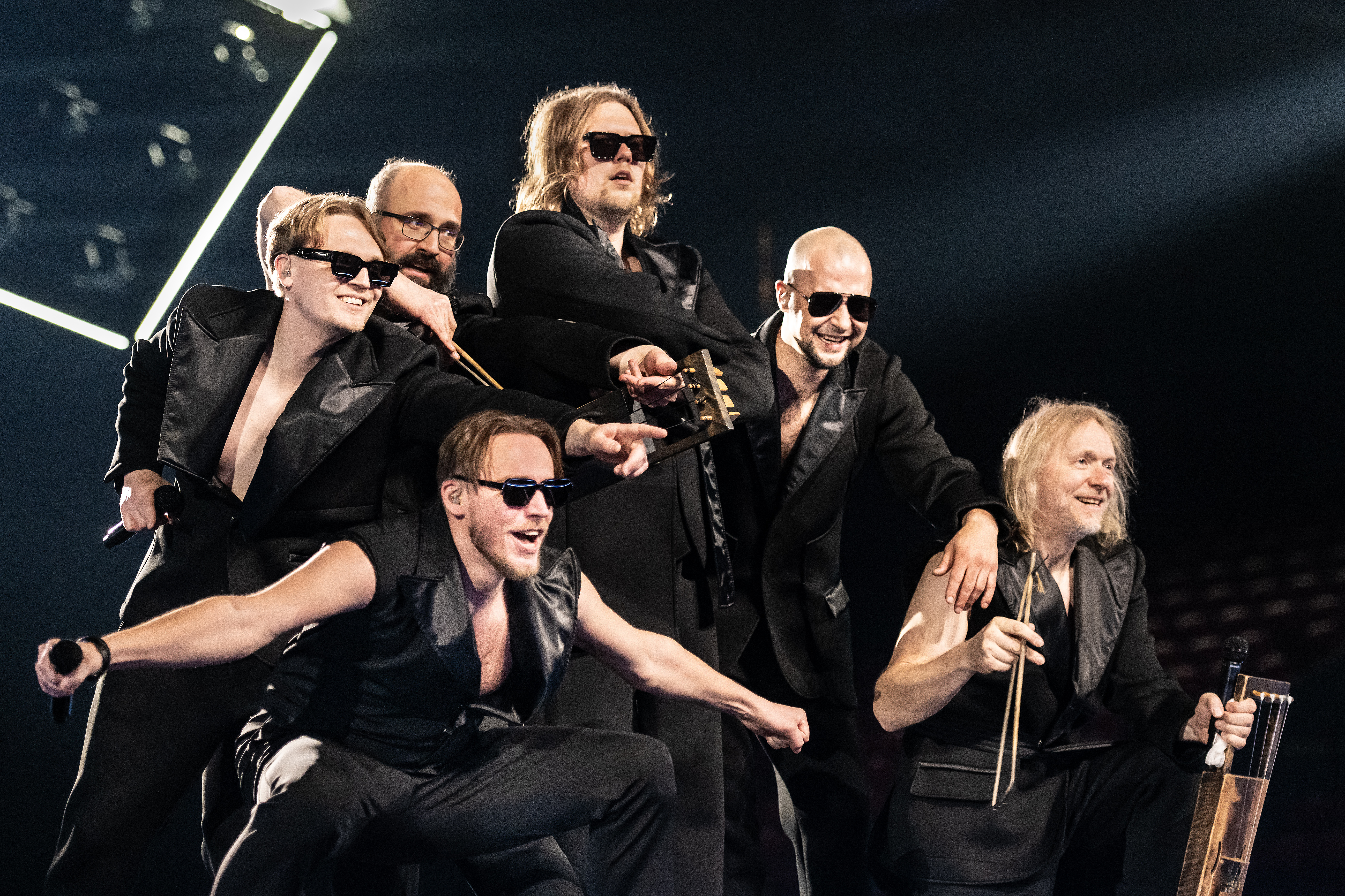
5miinust та Puuluup в Мальме (2024)

## Статистика голосувань (1994–2024)
| №  | Дано      | Дано | Отримано        | Отримано |
| №  | Країни    | Бали | Країни          | Бали     |
| -- | --------- | ---- | --------------- | -------- |
| 1  | Швеція    | 233  | Латвія          | 143      |
| 2  | Росія     | 187  | Фінляндія       | 130      |
| 3  | Фінляндія | 141  | Литва           | 96       |
| 4  | Україна   | 124  | Швеція          | 93       |
| 5  | Норвегія  | 116  | Ірландія        | 73       |
| 6  | Латвія    | 92   | Велика Британія | 72       |
| 7  | Литва     | 84   | Данія           | 65       |
| 8  | Данія     | 81   | Ісландія        | 63       |
| 9  | Франція   | 79   | Польща          | 63       |
| 10 | Ісландія  | 67   | Словенія        | 55       |

## Нотатки
1. ↑  Був проведений відбірковий раунд для нових країн, які хотіли дебютувати на конкурсі 1993 року. Естонія не змогла вийти з цього раунду та була вилучена ЄМС зі списку виступів країн у Мілстріті.
2. ↑  Проводив естонський виступ на Kvalifikacija za Millstreet.